# Primož Gliha
Primož Gliha (n. 8 octombrie 1967, Ljubljana, Republica Socialistă Slovenia, RSF Iugoslavia) este un fost fotbalist sloven.
Între 1992 și 1998, Gliha a jucat 28 de meciuri și a marcat 10 goluri pentru echipa națională a Sloveniei.

## Statistici
| Slovenia | Slovenia | Slovenia |
| An       | Meciuri  | Goluri   |
| -------- | -------- | -------- |
| 1992     | 1        | 0        |
| 1993     | 1        | 0        |
| 1994     | 8        | 2        |
| 1995     | 7        | 3        |
| 1996     | 4        | 1        |
| 1997     | 6        | 4        |
| 1998     | 1        | 0        |
| Total    | 28       | 10       |